# حصن الوطيح
حصن الوطيح أو حصن النطيح هو حصن بناه اليهود في خيبر شمال المدينة المنورة، وانتهى باستيلاء المسلمين عليه في غزوة خيبر. يقع الحصن على مساحة واسعة من الحرة، وهو عبارة عن قرية متكاملة على آثار الحصن المعروف بالوطيح وتسمى حاليًا بقرية مكيدة.

## غزوة خيبر
لما أتم رسول الله فتح ناحية النطاة والشق، تحول إلى أهل الكتيبة التي بها حصن القَمُوص:و حصن بني أبي الحقيق من بني النضير، وحصن الوطيح والسلالم، وجاءهم كل فل كان انهزم من النطاة والشق، وتحصن هؤلاء أشد التحصن. اختلف أهل المغازي هل جري هناك قتال في أي حصن من حصونها الثلاثة أم لا، فسياق ابن إسحاق صريح في جريان القتال لفتح حصن القموص، بل يؤخذ من سياقه أن هذا الحصن تم فتحه بالقتال فقط من غير أن يجري هناك مفاوضة للاستسلام. أما الواقدي فيصرح تمام التصريح أن قلاع هذا الشطر الثلاث إنما أخذت بعد المفاوضة، ويمكن أن تكون المفاوضة قد جرت لاستلام حصن القموص بعد إدارة القتال، وأما الحصنان الآخران فقد سلما إلى المسلمين دونما قتال. ولما أتي رسول الله إلى هذه الناحية الكتيبة فرض على أهلها أشد الحصار، ودام الحصار أربعة عشر يومًا، واليهود لا يخرجون من حصونهم، حتى همّ رسول الله أن ينصب عليهم المنجنيق، فلما أيقنوا بالهلكة سألوا رسول الله الصلح.

### المفاوضة والتسليم
وأرسل ابن أبي الحقيق إلى رسول الله أنزل فأكلمك، قال: نعم، فنزل وصالح على حقن دماء من في حصونهم من المقاتلة، وترك الذرية لهم، ويخرجون من خيبر وأرضها بذراريهم، ويخلون بين رسول الله وبين ما كان لهم من مال وأرض، وعلى الصفراء والبيضاء أي الذهب والفضة، والكُرَاع والْحَلْقَة إلا ثوبًا على ظهر إنسان، فقال رسول الله: وبرئت منكم ذمة الله وذمة رسوله إن كتمتموني شيئا، فصالحوه على ذلك، وبعد هذه المصالحة تم تسليم الحصون إلى المسلمين، وبذلك تم فتح خيبر.